# Ctenogobius lepturus
Ctenogobius lepturus är en fiskart som först beskrevs av Pfaff, 1933.  Ctenogobius lepturus ingår i släktet Ctenogobius och familjen smörbultsfiskar. Inga underarter finns listade i Catalogue of Life.